# Portulaca sanctaemartae
Portulaca sanctaemartae är en portlakväxtart som beskrevs av Karl von Poellnitz. Portulaca sanctaemartae ingår i släktet portlaker, och familjen portlakväxter. Inga underarter finns listade i Catalogue of Life.